# خربة أبو حامد (الخليل)
خربة أبو حامد هي إحدى خرب وقرى مدينة دورا بمحافظة الخليل جنوب الضفة الغربية، تقع جنوب غرب مدينة الخليل وعلى بعد 18 كليو متر، بالقرب من خط الهدنة عام 1949 وهي ضمن الأراضي الفلسطينية التي احتلت عام 1967.
تدار خربة أبو حامد من قبل مجلس قروي مشترك مع المجد تابع لوزارة الحكم المحلي الفلسطينية.
بلغ عدد سكان خربة أبو حامد وفق الجهاز المركزي للإحصاء الفلسطيني وتعداد السكان الأول في عهد السلطة الوطنية الفلسطينية عام 1997، (106)نسمة.